# ناهو ميوشي
ناهو ميوشي (باليابانية: 三好南穂) مواليد 21 ديسمبر 1993، هي لاعبة كرة سلة يابانية. يبلغ طولها 5 قدم 5 بوصة (1.7 م). مثلت منتخب بلادها. شاركت في دورة الألعاب الأولمبية الصيفية سنة 2016. حققت المركز الثالث في دورة الألعاب الآسيوية 2014.

## الميداليات
| الميدالية | المسابقة                   |
| --------- | -------------------------- |
| برونزية   | دورة الألعاب الآسيوية 2014 |

## روابط خارجية
- ناهو ميوشي على موقع الاتحاد الدولي لكرة السلة (الإنجليزية)
- ناهو ميوشي على موقع كرة السلة الأوروبية.كوم (الإنجليزية)
- ناهو ميوشي على موقع بروبوليرز (الإنجليزية)
- ناهو ميوشي على موقع سبورتس رفرنس (الإنجليزية)
- ناهو ميوشي على موقع أوليمبيديا (الإنجليزية)